# Pepeçura
Pepeçura è una specie di budino (muhallebi) della cucina turca, in particolare nella regione del Mar Nero orientale (province di Rize e Trebisonda), a base di mosto d'uva mescolato con farina e / o amido di mais fatto bollire fino a quando non si addensa. Può anche includere mandorle, noci e altra frutta secca. Il mosto d'uva è il succo d'uva pressato prima della fermentazione, ed è spesso usato come dolcificante nelle ricette tradizionali del pane, così come nella preparazione di dolci e dessert. Questo budino mosto d'uva è uno dei preferiti, particolarmente popolare nella stagione della vendemmia quando il mosto è fresco.